# Esther Povitsky
Esther Povitsky (Skokie, Illinois; 2 de marzo de 1988), a veces conocida por el nombre artístico de Little Esther, es una actriz y comediante estadounidense. Es la cocreadora y protagonista de la serie de comedia Alone Together (2018). También protagoniza la serie Dollface, emitida por Hulu en 2019. Su debut como humorista fue en el especial titulado "Hot for My Name", estrenado en Comedy Central el 17 de julio de 2020.

## Primeros años
Natural del estado de Illinois, es hija de Mary y Morrie Povitsky. Su padre es de ascendencia judía rusa y su madre es cristiana de ascendencia finlandesa. Tiene una media hermana mayor del primer matrimonio de su madre. Povitsky se crio en el suburbio de Skokie, a las afueras de Chicago, donde se graduó de Niles North High School en 2006.
Después de cursar el instituto, asistió a la Universidad de Illinois en Urbana-Champaign durante tres años antes de abandonar la escuela para seguir una carrera en la comedia y la actuación. "Estaba realmente infeliz en mi escuela", recordaba en una entrevista Povitsky. "Mucha gente estaba en hermandades de mujeres y mucha gente bebía todo el tiempo, y yo no me gustaba ninguna de esas cosas, así que realmente no sentí que encajara". Posteriormente, estudió comedia en iO Chicago y The Second City en Chicago antes de mudarse a Los Ángeles (California), donde tomó clases con The Groundlings. En Los Ángeles, Povitsky actuó regularmente en The Comedy Store, The Ice House o The Improv.

## Carrera
Entre 2016 y 2019 interpretó el personaje de Maya en la serie Crazy Ex-Girlfriend. Otras apariciones suyas en televisión incluyeron Brooklyn Nine-Nine, Love y Parks and Recreation. También participó en la temporada 9 del reality Last Comic Standing, emitido en 2015, en el que consiguió superar varias rondas.
Presentó su propio podcast, Little Esther's Piecast, con el nombre artístico de Little Esther, y fue copresentadora de Brode & Esther con el comediante Brody Stevens, así como Weird Adults with Little Esther y Glowing Up, un podcast de maquillaje y belleza en la que Povitsky era coanfitriona con la escritora Caroline Goldfarb. A menudo aparece como invitada en la cadena Ice House Chronicles.
En 2012, Povitsky rechazó una oferta de MTV para hacer un reality show basado en su vida como comediante porque sintió que la serie sería demasiado invasiva con su vida privada, y no introducir elementos hirientes en la misma, como el episodio vivido en 2012, cuando la policía detuvo a un ciudadano belga acusado de acosarla a través de correos electrónicos y que llegó a personarse en Los Ángeles para verla en persona.
En 2015, escribió, protagonizó y produjo el cortometraje My Feet are Hot!. El corto se adaptó más tarde a un piloto de Freeform, producido por The Lonely Island. En diciembre de 2016, el piloto se incorporó a la serie final. En octubre de 2017, Freeform renovó la serie para una segunda temporada antes de su debut en enero de 2018. Después de esta segunda, fue cancelada.
El 17 de julio de 2020, se lanzó el debut especial en comedia de Povitsky, "Hot for My Name", a través de Comedy Central.